# Rancho el Río
Rancho el Río är en ort i Mexiko.   Den ligger i kommunen Irapuato och delstaten Guanajuato, i den centrala delen av landet, 270 km nordväst om huvudstaden Mexico City. Rancho el Río ligger 1 728 meter över havet och antalet invånare är 104.
Terrängen runt Rancho el Río är huvudsakligen platt, men västerut är den kuperad. Runt Rancho el Río är det tätbefolkat, med 257 invånare per kvadratkilometer. Närmaste större samhälle är Irapuato, 4,7 km sydväst om Rancho el Río. Omgivningarna runt Rancho el Río är en mosaik av jordbruksmark och naturlig växtlighet.